# Castricum
Castricum é um município dos Países Baixos, situado na província da Holanda do Norte. Tem 60,40 km² de área e sua população em 2020 foi estimada em 36.124 habitantes.